# Henry B. Harris
Henry B. Harris, född 1 december 1866 i St. Louis, Missouri, död 15 april 1912 i Atlanten, var en amerikansk teaterägare och teaterproducent. Han var från 1906 ägare till teatern Hackett Theatre på 42nd Street, Manhattan i New York. 1911 lät han uppföra Folies Bergère Theatre i samma stad, men denna blev ingen framgång och han förlorade mycket pengar på projektet.
Den 10 april 1912 steg han och frun Irene Harris ombord som förstaklasspassagerare på RMS Titanic. Fartyget gick på ett isberg den 14 april och förliste den 15 april. Frun Irene valde att stanna med sin man så länge hon kunde, men blev räddad ombord på den hopfällbara livbåten D i sista stund. Minuter senare gick fartyget under och Henry Harris omkom. Hans kropp återfanns aldrig.